# Ducat de Gramont
|  | Per a altres significats, vegeu «Gramont (parçan)». |

El Ducat de Gramont fou una jurisdicció feudal entre Bearn i Baixa Navarra, amb capital a Bidaxa (que no era part del ducat).
El 1643 el comtat de Guixa (Guiche), alguns llocs del principat sobirà de Bidaxa (sense la vila de Bidaxa ni la d'Arancou) i les baronies de Vilanova, Came, Sames, Léren, Saint-Pé, Bardos i Urt, possessions dels comtes (abans senyors) de Gramont, foren convertides en el Ducat-pairia però a falta de registre es va tornar a crear per Lluís XIV amb el mateix territori el 1648. El ducat va portar el nom de Ducat de Gramont abraçant dotze pobles: Bardos, Urt, Guixa (Guiche), Sames, Came, Bergouey, Viellenave-sur-Bidouze, Léren, Saint Pé de Léren, Escos. Els Gramont prínceps de Bidaxa eren des del 1486 alcaldes hereditaris de Baiona, i al segle xvii reberen el govern de Bearn i Baixa Navarra així com d'altres ciutats com Saint Jean Pied-de-Port. El seu govern a Bidaxa i al ducat es va acabar el 1789.
Els ducs portaven els títols de Príncep Sobirà de Bidaxa, Comte de Toulougeon, comte de Guixa, comte de Louvigny (inicialment vescomte), Vescomte d'Aster, baró (inicialment senyor) d'Andouins, de Lescun i d'Hagetmau, i senyor (més tard duc) de Lesparre.

## Llista de senyors, comtes i ducs de Gramont
Vescomtes d'Aster:
- Sanç Garcia, mort el 1458 (adquireix per matrimoni amb Anna, filla i hereva de Joan III, el vescomtat d'Aster)
- Joan I 1458-1496
- Joan II 1496-?
- Menaud ?-1534 (es casa amb Clara de Gramont, filla i hereva de Francesc de Gramont)

Senyors de Gramont i Guixa
- Francesc de Gramont ?-1525
- Clara de Gramont 1525-1534
- Antoni I de Gramont-Aster 1534-1576
- La senyories de Gramont i Guixa són elevades a comtat vers 1572

Comtes de Gramont i Guixa
- Antoni I de Gramont-Aster vers 1572-1576
- Filibert I 1576-1580 (Aster va passar al germà Joan Antoni). Per matrimoni amb Diana d'Audouins, vescomtessa de Louvigny va adquirir aquest vescomtat (amb les senyories de Lescun, Anduins i Hagetmau)
- Antoni II 1580-1644 (comte fins al 1643, després duc de Gramont i comte de Guixa)
- Filibert II (1621-1707)
- Antoni III de Gramont 1644-1678
- Antoni Charles de Gramont (Antoni IV) 1678-1720
- Antoni V de Gramont 1720-1725
- Antoni VI de Gramont 1725-1741
- Lluís I de Gramont 1741-1745
- Antoni VII de Gramont 1745-1789
- Suprimit per la revolució de 1789.
- Ferran de Gramont (1815-1897)